# متعاطف مع السيد المنتقم
متعاطف مع السيد المنتقم (بالكورية: 복수는 나의 것)‏ هو فيلم دراما كوري جنوبي من إخراج بارك تشان ووك. وبطولة سونغ كانغ هو وشين ها-كيون وباي دونا. وهو أول فيلم في ثلاثية الانتقام.

## القصة
في سول، يحاول ريو الأصم والأبكم والمتعلق بشقيقته التي تحتاج إلى زرع الكلى أن يتبرع بالكلى لأخته، ولكن نوع دمه غير متوافق معها. عندما يتم طرد ريو من عمله، يلتقي تجار ومجرمين غير مشروعين يقترحون بأخد كلى ريو مقابل الكلى المناسبة لشقيقته. يقبل ريو الصفقة، لكنه لا يملك المال لدفع العملية الجراحية. لكن صديقته الأناركية الثورية تشا يونج مي تقنعه بخطف يوسين، ابنة رب عمله السابق بارك، والذي يملك إلشين للإلكترونيات. ومع ذلك، تحدث مأساة، مما يولد الانتقام وسلسلة من أعمال العنف.

## الممثلون
- سونغ كانغ هو
- شين ها-كيون
- باي دونا في دور تشاي يونغ مي

## روابط خارجية
- متعاطف مع السيد المنتقم على موقع IMDb (الإنجليزية)
- متعاطف مع السيد المنتقم على موقع ميتاكريتيك (الإنجليزية)
- متعاطف مع السيد المنتقم على موقع روتن توميتوز (الإنجليزية)
- متعاطف مع السيد المنتقم على موقع نتفليكس (الإنجليزية)
- متعاطف مع السيد المنتقم على موقع قاعدة بيانات الأفلام العربية
- متعاطف مع السيد المنتقم على موقع ألو سيني (الفرنسية)
- متعاطف مع السيد المنتقم على موقع Turner Classic Movies (الإنجليزية)
- متعاطف مع السيد المنتقم على موقع أول موفي (الإنجليزية)
- متعاطف مع السيد المنتقم على موقع بوكس أوفيس موجو (الإنجليزية)
- متعاطف مع السيد المنتقم على موقع فيلمافينيتي (الإسبانية)